# Église Saint-Martin du Cateau
Pour les articles homonymes, voir Église Saint-Martin.
L’église Saint-Martin du Cateau-Cambrésis, seul bâtiment restant de l’ancienne abbaye bénédictine Saint-André dans le département du Nord en France.

## Historique
L'église est construite d’après les plans du frère Jean Du Blocq de la Compagnie de Jésus au cours de deux campagnes : la première, concernant la façade et la nef, date des années 1634-1635, tandis que le chœur et le transept sont réalisés au tournant des XVIIe et XVIIIe siècles.
La façade, œuvre du sculpteur cambrésien Jaspard Marsy, est caractéristique du maniérisme des régions septentrionales. Le jeu de courbes et contre-courbes, l'emploi des volutes, la variété des motifs décoratifs (frises ornées, pots-à-feu) en font un véritable chef-d'œuvre. Son clocher à bulbe date des années 1680.
L'abondance du décor se retrouve à l'intérieur, où se côtoient les sculptures de Jaspard Marsy dans la nef et des frères Froment dans le chœur. La tribune des grandes orgues, du début du XVIIIe siècle, qui est l'œuvre du sculpteur cambrésien Boittaux, est actuellement[Quand ?] en cours de restauration.
Cette église fait l’objet d’un classement au titre des monuments historiques depuis le 8 avril 1909.

## Photothèque

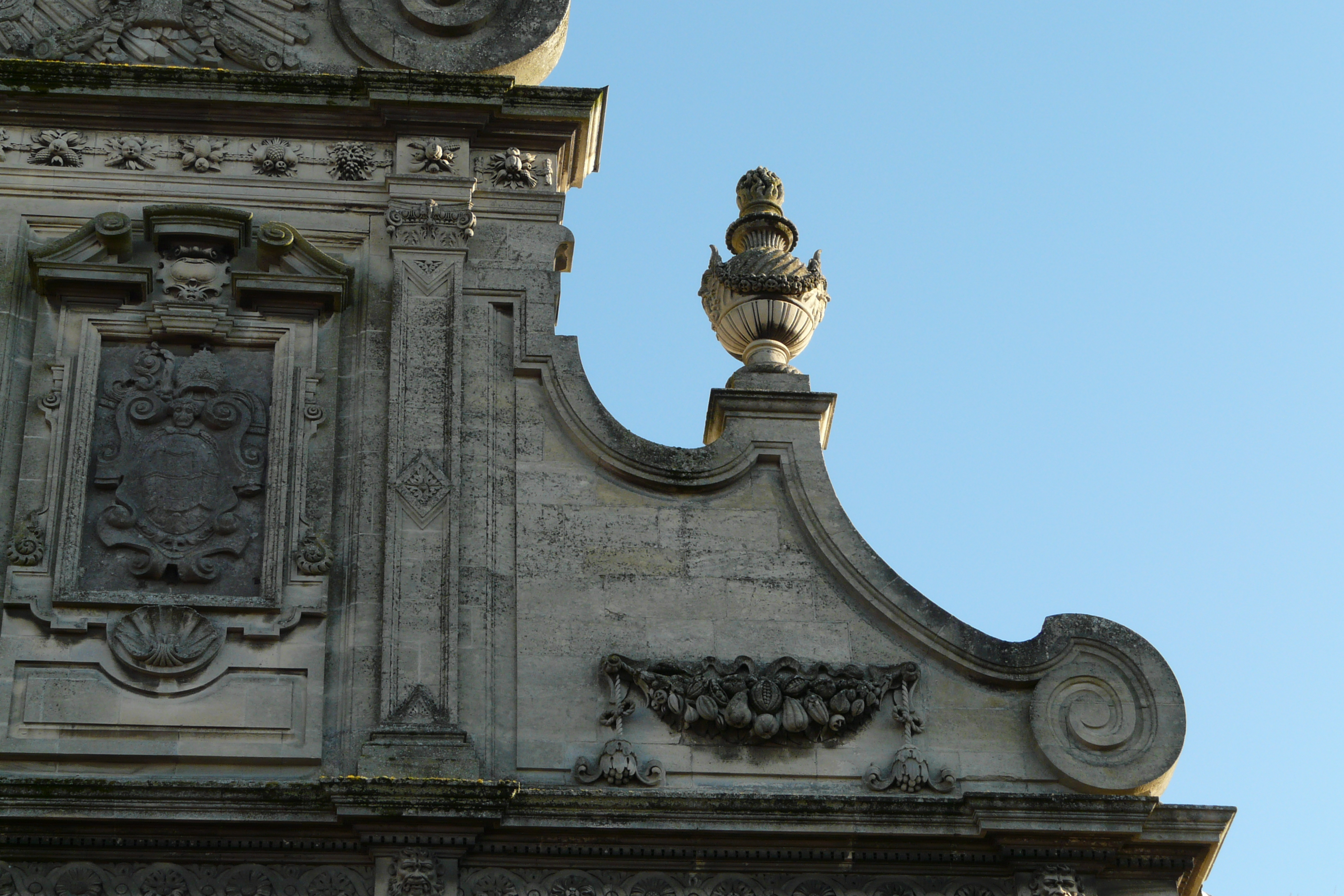
Détail de la façade.
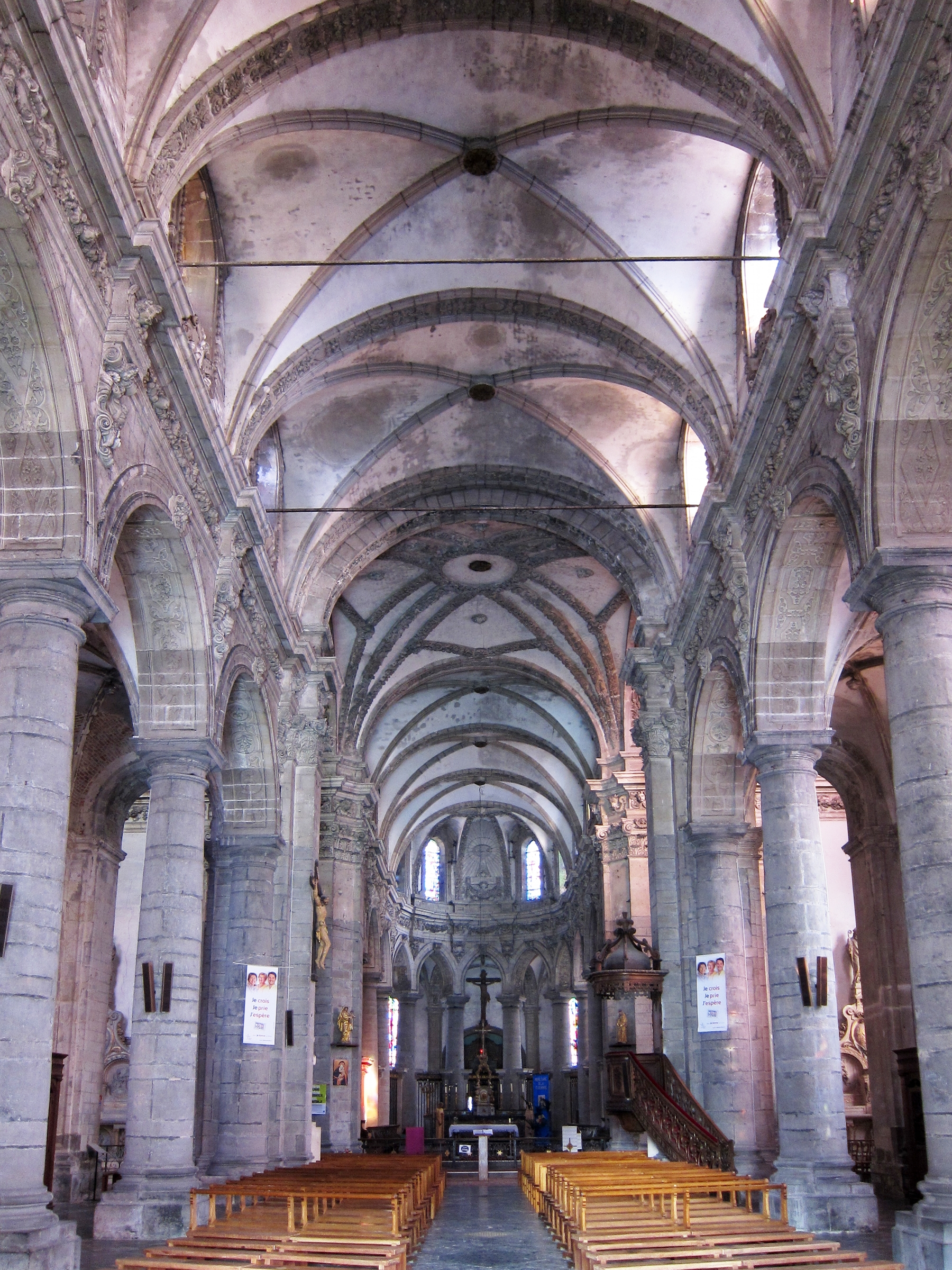
La nef.
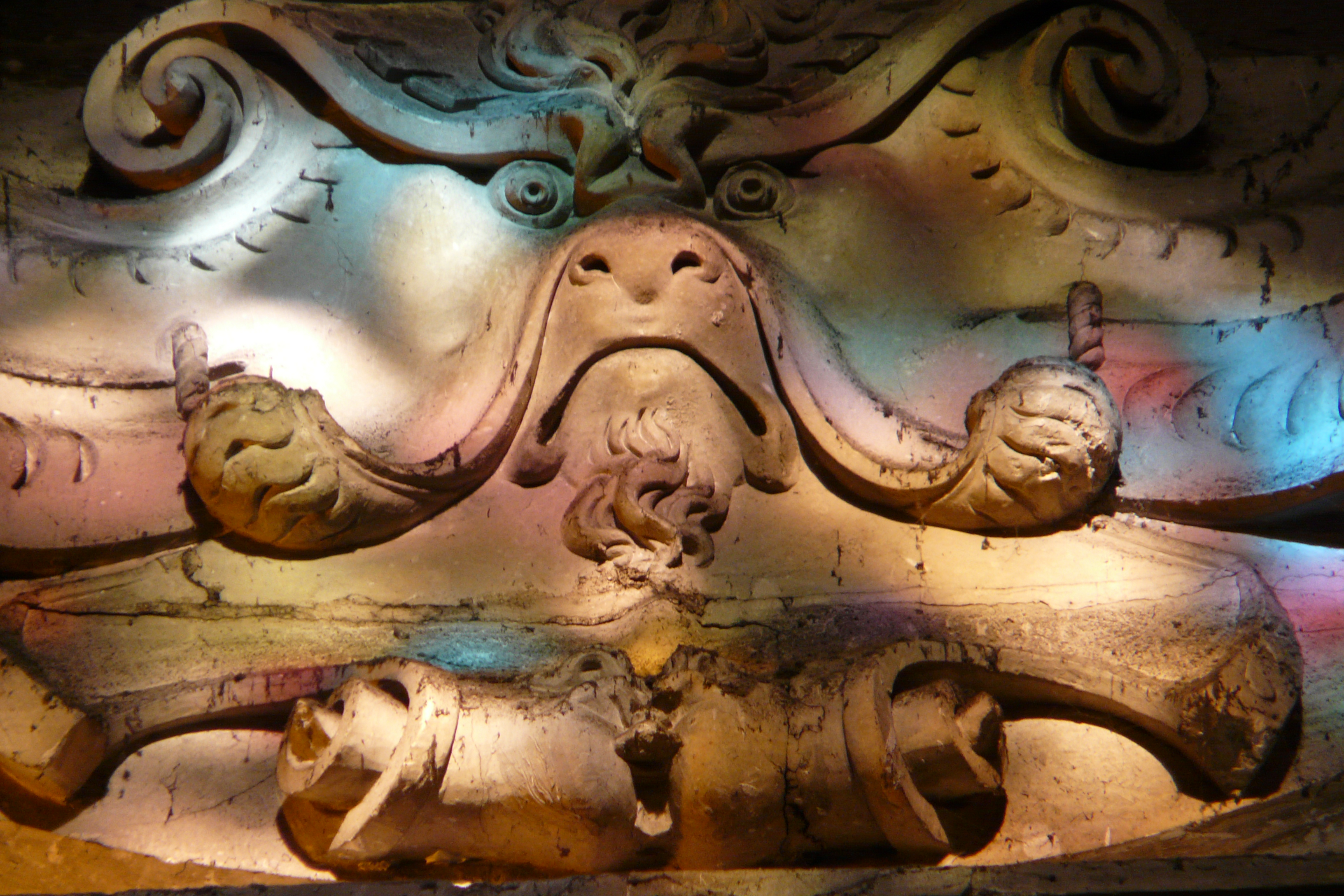
Détail de l'intérieur.